# Umbsoo
Umbsoo – wieś w Estonii, w prowincji Viljandi, w gminie Mulgi.